# イヴァン・ヴォリョーノク

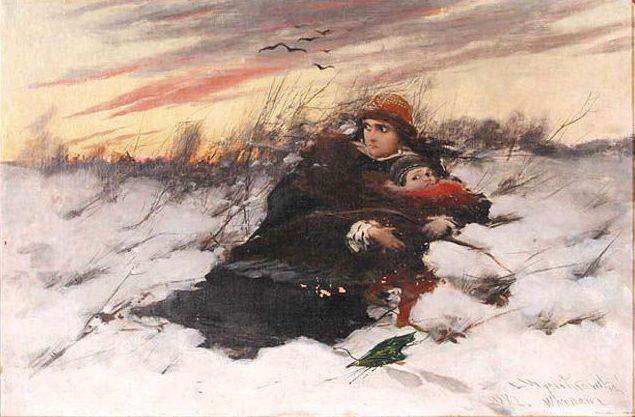
イヴァンを抱いたマリナの逃避行、L・ヴィチュウコフスキ画、1882年

イヴァン・ドミトリエヴィチ（Иван Дмитриевич, 1611年1月5日［ユリウス暦1610年12月26日 カルーガ - 1614年7月16日［ユリウス暦7月6日］モスクワ）は、「トゥシノの悪党」と呼ばれた偽ドミトリー2世とマリナ・ムニシュフヴナの間に生まれた男児。帝位僭称者であった父の死後、その支持者らによってロシア・ツァーリ国の皇帝（僭称者）として扱われたが、敵側に捕えられ3歳で処刑された。ロシアでは「小悪党イヴァン」を意味するイヴァシカ・ヴォリョーノク（Ивашка Ворёнок）と呼ばれた。

## 生涯
マリナ・ムニシュフヴナは1605年11月、ロシアの帝位僭称者偽ドミトリー1世と結婚して皇妃となったが、偽ドミトリー1世は半年後の1606年5月17日、ポーランドとの内通を理由に反対勢力によって殺害された。マリナは自身の地位を否認したおかげで命拾いし、1608年7月故郷のポーランドに帰された。しかし彼女の父イェジ・ムニシェフは失ったロシア皇帝の義父の地位を諦めきれず、滞留先のヤロスラヴリで支持者を集め始めた。マリナは父の指図で再びロシアに呼び戻され、トゥシノで別の僭称者偽ドミトリー2世と極秘裏に結婚した。そして相手を奇跡的に「生き延びた」夫ドミトリーと「認め」たが、同一人物の皇子を称する現夫と前夫に相貌上の類似は全くなかった。さらに、偽ドミトリー1世は殺害後その死体を公に晒されており、彼が生き延びた可能性もなかった。ポーランドのヘトマン・スタニスワフ・ジュウキェフスキはその回想録の中で、偽ドミトリーの1世と2世の間の共通点は人間であることと僭称者であることの2点だけだったと書いている。マリナの2度目の結婚も1度目と同じ経過を辿り、偽ドミトリー2世も1610年12月10日、私怨を抱いていたカシモフ・ハン国の王子ピョートル・ウルソフによって暗殺された。
マリナは再び未亡人となったが、今回は夫の子を宿しており、偽ドミトリー2世の死から1か月後の1611年1月5日（ユリウス暦1610年12月26日）に男児を出産、イヴァンと名付けられた。マリナは1611年4月までにコサックの首領イヴァン・ザルツキーと結託し、再婚した。ザルツキーは2人の「ドミトリー皇帝」の妻であったマリナの産んだ幼いイヴァンを祀り上げ、生後4か月の赤子を「ドミトリー皇帝の皇子」イヴァン・ドミトリエヴィチだと宣言した。しかしモスクワ総主教エルモゲンはイヴァンのことを「小悪党」と呼んで非難した。ザルツキーの目論見は幼い皇帝の継父としてロシアの事実上の支配者となることであったが、時勢は彼に味方せず、ザルツキーとマリナは南部のアストラハンに落ちのびた。
1613年ミハイル・ロマノフがツァーリに選出されると、新皇帝の反逆者と見なされることを恐れたアストラハンの市民たちは、幼僭称者イヴァンと家族が町を出ることを望んだ。1614年4月、市民がイヴァン一家を捕縛するために暴動を起こし、一家はステップ地帯へと逃れた。1か月後の1614年5月、一家はコサックを糾合して蜂起を起こそうと目論むも失敗し、ヤイク川沿いでコサックに捕まってロシア当局に引き渡された。マリナはコロムナのクレムリンに収監され、イヴァンとザルツキーはモスクワに移送された。ザルツキーには残酷な串刺し刑が待っていた。3歳半のイヴァンは1614年7月16日（ユリウス暦7月6日）、モスクワ市内南部セルプホフ門近くの広場で公開絞首刑に処された。ある記録によれば、幼児のイヴァンは軽すぎて、首に縄をかけられ突き落とされても首の骨が折れなかったため、縄にかけた首を絞めつけられ、ゆっくりと窒息死させられた。マリナは夫と息子の死の5か月後、1614年12月24日のクリスマスイヴに収監先で獄死した。

## 引用・脚注
1. 1 2 3  Maureen Perrie (2010年). “Viacheslav Nikolaevich Kozliakov, Mikhail Fedorovich”. 2011年11月25日閲覧。[リンク切れ]